# 安井算英
安井算英（やすい さんえい、1847年（弘化4年） - 1903年（明治36年）1月27日）は、囲碁棋士で、家元安井家10世安井算英、安井家最後の当主、七段。父は9世安井算知。方円社と家元の対立の調停に務めた。

## 生涯
安井算知の実子として江戸両国に生まれる。12歳で父に死別し、母の介添えで本因坊秀和の指導を得て、1860年（万延元年）14歳で初段となる。同年御城碁に初出仕、林柏栄門入に三子で中押勝。翌1861年二段。1863年三段、秀和は御城碁で弟子の秀策を算英に当てようとしたが、秀策は二子の手合に難色を示したと言われ、相手は柏栄とするが、この年の御城碁は沙汰止みとなる。1864年の御城碁で柏栄と二子2目勝ちとするが、下打ちのみで御城碁は最後となった。
1869年に中川亀三郎らと六人会結成。1872年（明治5年）五段。1879年の方円社設立に参加。その後、林秀栄ら家元が離脱した後も、本因坊秀甫など方円社との間の調停に務め、また方円社の手合にも参加していた。1885年から6年間甲府に在居し、東京に戻る。
1892年の秀栄の囲碁奨励会、1895年の四象会に参加。この時期には、秀栄らと同様に、高田慎蔵・民子により毎月の援助を受けていた。1896から秀栄と二度の十番碁を打ち、先相先から先二に打ち込まれる。1897年六段。1897-99年に田村保寿六段と十番碁を打つ。1899年七段。1890年に岐阜の高崎泰策に向先互先で3局打ち2局を勝ったという。1903年に門人との対局中に倒れ、死去。
父算知門下の中村正平の次男を養子にしていたが、碁家として継がせることはなく、安井家はここで断絶となった。明治期にあっては御城碁の最後の経験者として敬意を受けていたとされる。俳諧を好み、雅号は遊仙堂。

### 主な戦績
御城碁
- 1860年(万延元年) 中押勝（三子）林柏栄門入
- 1861年(文久元年) 中押勝（二三、三子）伊藤松和
- 1863年(文久3年) 2目勝ち（二子）林柏栄門入

その他
- 1896-97年(明治29-30年) 秀栄十番碁（算英先相先）4-6
- 1897-99年(明治30-32年) 秀栄十番碁（算英先）2-8（4局目までで先二に打ち込まれる）